# Тіра
Тіра (дав.-гр. Τύρας, лат. Tyra) — давньогрецьке місто, розташоване на правому березі Дністровського лиману на території сучасного м. Білгорода-Дністровського Одеської області.

## Назва
Назва походить, імовірно, від назви річки Тира (Тирас). Назви міста часто мінялися в історії. Вперше місто відоме під назвою Офіусса. Пізніше як Тира, Альба, Білгород, Аккерман.

## Історія

### Збереженість
Унаслідок зведення спочатку середньовічного міста та фортеці, а потім і сучасного, значна частина античного міста була знищена, забудованим виявився і некрополь Тіри. Частина міста була зруйнована водами Дністровського лиману. Збереглося 11—12 га території за межами середньовічної фортеці, де знайдені культурні нашарування античної доби. Розкопані залишки житлових кварталів IV ст. до н. е. — IV ст. н. е. й оборонних споруд кінця IV ст. до н. е. — середини ІІІ ст. н. е. Найранішими об'єктами можуть вважатися деякі підвальні приміщення, які були споруджені в самому кінці V — на початку IV ст. до н. е. і пізніше були перебудовані.
Особливе зацікавлення через добру збереженність викликає комплекс римської цитаделі, площа якої складає не менше ніж 2,5 га, а час появи — ІІ ст. н. е. Від цитаделі збереглося декілька стін і башт, а також однокамерна будівля вексиляції I Італійського легіону. Пізніше на залишках цих споруд виникає житлова забудова післяготського часу. Від некрополя Тіри до наших днів зберігся тільки кам'яний склеп римського часу, що отримав назву «Скіфська могила» та знаходився під п'ятиметровим курганом. Внутрішня поверхня стін склепу покрита хвилеподібними та спіральними рельєфними візерунками.

### Ранній етап
Місто було засноване вихідцями з Мілета, ймовірно, наприкінці VI — на початку V ст. до н. е., точна дата поки що не встановлена. Освоєння району колонізації відбувалося інакше, ніж в Ніконії або Ольвії: в архаїчний час сільські поселення навколо Тіри були відсутні. У зв'язку з цим є підстави реконструювати просторове розташування сільськогосподарських угідь Тіри для кінця VI—V ст. до н. е. у вигляді системи наділів у безпосередній близькості від апойкії.
На ранньому етапі кількість мешканців не перевищувала 2,5 тис. осіб. Проте, судячи зі знахідок керамічного посуду, торгівля велася з Іонією, Хіосом, Істрією, Аттикою. Місто досягає певного розквіту. Зберігся напис, що містив список грошових внесків членів Афінського морського союзу в 425—424 рр. до н. е. У ньому були відновлені назви Тіри й Ніконія, які платили фороси у розмірі двох талантів і трьох тисяч драхм (1/2 таланту) відповідно. Цей напис дає можливість вважати ці два міста Нижнього Подністров'я членами Афінського союзу та засвідчує, що вже на останню чверть V ст. до н. е. Тіра була значнішою за Ніконій, про що свідчить розмір фороса.

### Оборонні споруди
Імовірно, до кінця V — початку IV ст. до н. е. належать споруди оборонних стін міста. За час існування оборонна система не раз зазнавала руйнувань і її знову відбудовували. Можна виділити три різночасові частини оборонного комплексу, взаємне відношення яких майже не можливо з'ясувати і поки не можна остаточно зрозуміти. 
Перша частина (північна) включає оборонні стіни і круглу башту, яка стояла окремо. Вона була могутньою спорудою (діаметр башти — 11 м), складеною з масивних, добре оброблених прямокутних плит і блоків, прикрашених рустом. Друга частина оборонних споруд виникла пізніше, скоріше за все, вже після походу Зопіріона, коли перша частина системи зазнала руйнувань. Вона представлена двома куртинами. Третя частина системи оборонних споруд розташовується на південь від перших двох частин. Вона складалася з кількох куртин: тієї, що зв'язувала круглу башту з північно-західною частиною, південної куртини, що сполучала її з п'ятикутною баштою, та куртини, розташованої на південь від неї. Ця частина оборонної системи була побудована в пізньоелліністичний, а можливо, й у римський час. Південна куртина і п'ятикутна башта споруджені в іншій манері, ніж північна і північно-західна частини оборонного комплексу, що може вказувати на значний часовий розрив у їх спорудженні. Вони складаються з дуже великих плит і блоків. В цьому відношенні південна частина оборонного комплексу Тіри унікальна для Північного Причорномор'я. Житлові споруди Тіри доримської доби належать до безордерної групи. Площа будинків, що реконструюється, становить 150—330 м², вони мали підвальні та наземні поверхи. Тірські будинки мають деяку конструктивну схожість з житловими комплексами Ольвії.

### Період економічного зростання
Економічне зростання Тіри припадає на IV — середину III ст. до н. е. У цей час вона набуває вигляду, що був типовим для давньогрецького міста. Площа міста досягає 6—12 га (з урахуванням імовірних розмірів затопленої частини), а вірогідна кількість населення становить 2—4 тис. Знахідки архітектурних деталей, хоча й нечисленні, свідчать про наявність ордерних споруд. Відомі також залишки статуарної мармурової скульптури. Сільські поселення виникають на західному березі правого рукава Тирасу. 
Основою економіки залишається сільське господарство. У Тірі й на її поселеннях були знайдені зерна проса, ячменю, голозерної м'якої і карликової пшениці, а також одно- і двозернянки. Мабуть, існували виноградарство та виноробство. Побічно про це свідчать зображення виноградного грона на монетах Тіри цього періоду, а також знахідки декількох тарапанів, які використовували під час виробництва вина, здебільшого в домашніх умовах. Існувало розвинене тваринництво, для якого характерним було переважання дрібної рогатої худоби. Певну роль відігравали промисли, перед усім, рибальство. 
Значно розширюються торговельні зв'язки міста з середземноморськими і причорноморськими центрами — Фасосом, Родосом, Аттикою, Кизиком, Сінопою, Гераклеєю, Томісом, Каллатісом, Ольвією, Херсонесом, Босфором, Александрією Єгипетською. У другій чверті IV ст. до н. е. місто починає карбувати власну монету із зображенням на аверсі голів Геракла, річкового божества Тираса, Деметри. На реверсі — бик або голова коня. Пізніше з'являються й інші зображення — Олександра, Афіни, Аполлона, Тіхе, Діоніса та ін. Чималу роль у процвітанні Тіри зіграли контакти із фракійськими та скіфськими племенами. На гетських поселеннях Нижнього Подністров'я й у скіфських курганах Дністро-Дунайського межиріччя знайдено багато предметів грецького походження, які потрапляли до варварів, насамперед з Тіри.
У IV ст. до н. е. не виключено входження Нижнього Подністров'я до могутнього скіфського державного утворення на чолі з царем Атеєм. Невідомо, наскільки події останньої третини IV ст. до н. е., пов'язані з походом Зопіріона, зачепили Тіру. Проте саме в цей час оборонна система занепадає та відбувається перебудова житлових кварталів міста, що могло бути результатом військового руйнування. До середини III ст. до н. е. сільські поселення хори Тіри припиняють своє існування, ймовірно, внаслідок нашестя галатів. На деяких із поселень виявлені сліди пожежі. Тіра, як і інші античні поліси Причорномор'я, вступає у смугу затяжної кризи. Сільськогосподарська територія звужується до розмірів найближчої до міста округи. Є підстави припускати, що з кінця II ст. до н. е. Тіра була залежною від Понтійської держави Мітрідата VI Євпатора, а до 70 р. до н. е. вона вийшла з числа його союзників. В середині І ст. до н. е. Тіра, як і Ольвія, зазнала нашестя гетських племен під проводом Буребісти. Дослідження останніх років виявили тут шар пожежі, чітко датований монетними знахідками серединою І ст. до н. е. На якийсь час поліс припинив своє існування.

## Римський період
Однак уже в І ст. н. е. Тіра була достатньо розвиненим містом. Протягом римського часу Тіра залишалася найбільшим античним центром Нижнього Подністров'я. Близько 47 р. н. е. починається випуск власної монети, який набуває більш-менш регулярного характеру вже за імператора Веспасіана (69—79 рр.). Це свідчить про відновлення функціонування власне тірських державних структур, принаймні, від середини І ст. н. е. У першій половині І ст. н. е. починають відігравати істотну роль торговельні зв'язки з дружнім Римові тракійським Одрісським царством. Водночас з цим дедалі більше посилюється вплив Риму, який між 44—46 рр. н. е. на місці Одрісської держави організовує провінцію Тракію, а землі біля Дунаю та Добруджі передає створеній раніше провінції Мезія. За декілька десятиріч до того під владою Риму опинилися античні міста Західного Причорномор'я.
У 56—57 рр. під час намісництва на Нижньому Дунаї легата Мезії Плавція Сільвана в Тірі вводиться нове літочислення. Цю подію багато дослідників пов'язують із включенням Тіри до складу римської провінції Мезії. Добровільне підкорення Тіри Риму було спричинене необхідністю захисту від варварів. Є й інша точка зору — введення в Тірі нової ери було пов'язане з наданням місту Римською імперією права автономії. Що б там не було, перший датований напис з Тіри, який свідчить про присутність римського гарнізону, відноситься до 116—117 рр.; це напис, поставлений центуріоном V Македонського легіону. Окрім частин цього легіону в Тірі до складу вексиляції входили в різний час підрозділи I Італійського і XI Клавдієва легіонів. Про склад гарнізону свідчать і численні клейма на черепиці. Разом з основними легіонами до складу римського гарнізону входили й допоміжні загони. На чолі гарнізону стояв командир у чині центуріона. Крім того, відомо, що в гарнізоні були писар, фельдшер або санітар, вершник, прапороносець. Гарнізон розміщувався всередині цитаделі. Окрім сухопутних підрозділів в Тірі була стоянка Мезійської ескадри римського флоту. Про це свідчать: прокреслене на цеглині зображення військового корабля; напис на вівтарі на честь Мітри, поставлений воїном, що служив на кораблі; пошкоджений напис зі згадкою про легкі військові судна — лібурни, а також про моряків та воїнів, які служили, — класіаріїв. Римська влада, прагнучи зміцнити своє панівне становище в регіоні, здійснює ряд заходів для захисту провінцій від варварів, що рухалися зі сходу. За Траяна з'являється укріплений пункт римських військ у с. Орловка в Одеській області.
Точна дата виводу римських військ із Тіри невідома. Найвідоміше, це відбулося у третій чверті ІІІ ст. н. е. Саме до цього часу належать сліди згарищ на городищі, які пов'язуються з однією з готських навал. А в 271 р. римські війська були взагалі виведені з Дакії. Після правління Олександра Севера Тіра припиняє карбування своїх монет. У зв'язку з цим деякі дослідники відносили готський розгром Тіри саме до цього часу. Згодом було встановлено, що місто, хоч і припинило випуск монет, але продовжувало надкарбовувати більш ранні випуски і користувалося власне римськими монетами. Все це було б неможливо, якби місто було зруйновано. Підтвердженням безперервного існування міста до третьої чверті ІІІ ст. н. е. може бути той факт, що в Тірі були знайдені монети всіх імператорів періоду 238–270 рр., а потім йде перерва в монетних надходженнях аж до правління Діоклетіана (284–305 рр.). Згідно з цим, було зроблено цілком слушне припущення, що Тіра була зруйнована під час масового походу причорноморських племен 269–270 рр. і знову відбудована за часів Діоклетіана.
На відміну від Ольвії, Тіра в перші століття нашої ери не зменшується у розмірах. Найвищого розквіту місто досягає під час розміщення тут римського гарнізону. Збільшується територія міста в південному та, можливо, західному напрямках, ведеться активне будівництво. У зв'язку з входженням Тіри до складу римської провінції Нижня Мезія частина системи оборонних споруд (кругла і п'ятикутна башти, північна і південна куртини) була перебудована на цитадель, де розміщувався римський гарнізон. Вхід до цитаделі знаходився на західному боці, де зберігся поріг з виїмками для кріплення хвіртки. У північно-західній частині цитаделі була будівля вексиляції, стіни якої були складені з масивних, поставлених на ребро прямокутних плит. Навкруги цієї будівлі існували незабудований замощений простір, де було знайдено безліч уламків мармурових плит із латинськими написами, та дві перпендикулярно розташовані вулиці. На захід від будівлі вексиляції були виявлені залишки двоколонного портика, що погано збереглися.
Житлові будинки римського часу були відкриті на північ від цитаделі, де вони перекривали споруди періоду еллінізму, частково використовуючи їхні стіни як фундаменти і повторюючи їхню конфігурацію. Вони є безордерними будівлями, техніка споруди яких типова для будинків римського часу. Цілком імовірно, що в Тірі були й будинки ордерного типу, про що свідчать численні знахідки капітелей тосканського ордера та баз колон. Дворики мостилися кам'яними плитами з підсипкою керамічного бою. Східний будинок мав не тільки житлові, а й господарсько-виробничі приміщення, що розташовувалися в його південній частині. В одному з них знаходився круглий кам'яний чан, на південь від цього приміщення були відкриті дві домниці для виплавки заліза. Поряд із ними була знайдена велика кількість шлаків, вугілля, шматки заліза та уламки залізних виробів. У цьому ж будинку була і піч для випалення кераміки. Будинок мав два будівельні періоди і був зруйнований внаслідок пожежі першої половини ІІІ ст. н. е. У шарі пожежі були знайдені монети Гети та Каракалли. Крім того, у приміщеннях було виявлено два скарби. Один із них складався з 31 римського денарія, 149 тірських мідних монет, одного ольвійського тетрасарія часу Септімія Севера, золотого персня із зображенням Гермеса на щитку і золотого кільця у вигляді змії. Інший скарб складався з 5 денаріїв і 52 тірських монет, найпізніші з яких були викарбувані за Каракалли. Аналогічним за манерою спорудження був будинок, розташований на захід від I Поперечної вулиці, який так само був зруйнований під час пожежі першої половини ІІІ ст. н. е. Тут також були виявлені житлові та виробничі приміщення з печами, одна з яких була пов'язана з ювелірним виробництвом. В одному з житлових приміщень був споруджений вівтар, біля якого були знайдені три скульптури з мармуру: герма Діоніса, фігурка воїна зі щитом, рельєф із зображенням сидячих мойр, а також уламки ритуальних посудин. Імовірно, це приміщення було домашнім святилищем.
Перші століття нашої ери характеризуються певною варваризацією культури населення, про що свідчить, зокрема, кількісне збільшення гетської кераміки в шарах міста. Це цілком закономірно, якщо враховувати, що найближче варварське оточення, за свідченнями Плінія та Птолемея, складалося з гетів та сарматів, а власне варваризація античного суспільства на краях ойкумени була загальною тенденцією того часу. Проте й у перші століття нашої ери Тіра продовжувала залишатися античним центром, хоча населення міста в римський період його історії було більш строкатим, аніж раніше. Окрім греків у місті мешкали, без сумніву, представники варварських племен, що мешкали в регіоні: траків, пізніх скіфів, а також якась частина представників римських провінцій.
Навколо Тіри в перші століття нашої ери по берегах Дністровського та сусіднього з ним Будацького лиманів знову виникають поселення й окремі садиби, що складали її сільськогосподарську округу. Матеріали, виявлені у цих поселеннях і садибах, не виходять за межі середини ІІІ ст. н. е. і свідчать, що не пережили готську навалу.
Життя ж на залишках міста продовжувалося і після цього – у IV ст. н. е., а за останніми даними, можливо, може йтися і про дещо пізніший час. Підтвердженням цього може бути частково розкрита в останні роки споруда з апсидою, яка розташовувалася поблизу круглої башти і могла бути збудована тільки після припинення існування останньої.

## Монети

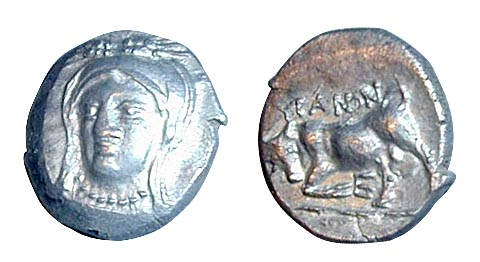
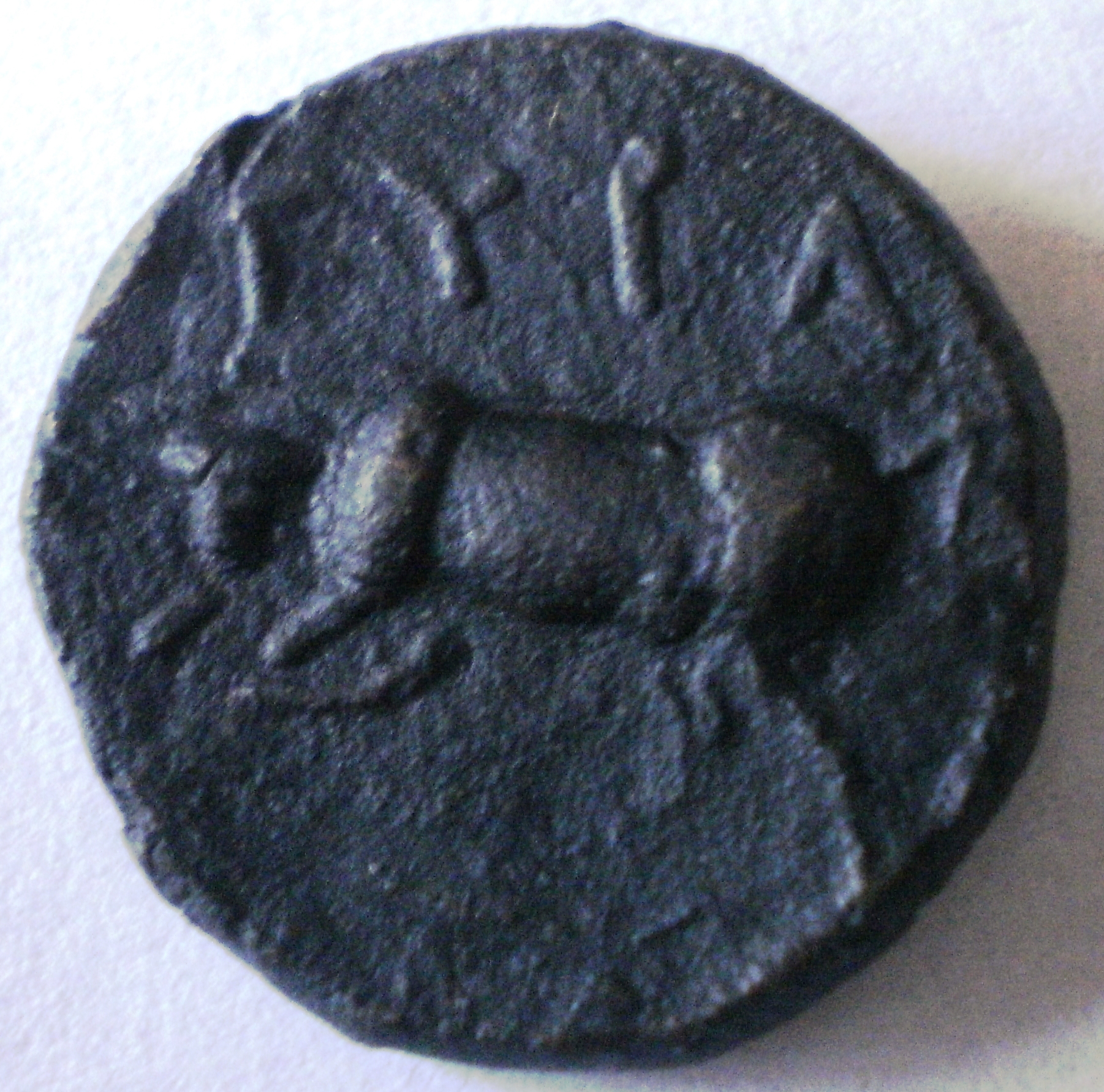